# روجر إتش. ميلس
روجر إتش. ميلس هو قاضي وسياسي أمريكي، ولد في 18 أبريل 1813، وتوفي في 12 نوفمبر 1881. نشط حزبياً في الحزب الجمهوري. وقد انتخب عضو مجلس ولاية كونيتيكت ‏ وانتخب عضو مجلس نواب كونيتيكت ‏.